# GP Ouest-France 2011
GP Ouest-France 2011 var den 74. udgaven af løbet og blev kørt den 28. august 2011. Ruten var en runde på 19,1 km som blev cyklet 13 gange og udgjorde totalt 248,3 km.
Udover de 18 ProTeam blev Bretagne-Schuller, Cofidis, Europcar, FDJ, Saur-Sojasun og Skil-Shimano inviteret til at deltage.

## Resultater
|    | Rytter             | Hold            | Tid     |
| -- | ------------------ | --------------- | ------- |
| 1  | Grega Bole         | Lampre-ISD      | 6:32.40 |
| 2  | Simon Gerrans      | Team Sky        | + 0.00  |
| 3  | Thomas Voeckler    | Europcar        | + 0.00  |
| 4  | Thor Hushovd       | Garmin-Cervélo  | + 0.00  |
| 5  | Giacomo Nizzolo    | Leopard Trek    | + 0.00  |
| 6  | Arnaud Gérard      | FDJ             | + 0.00  |
| 7  | José Joaquín Rojas | Movistar Team   | + 0.00  |
| 8  | Fumiyuki Beppu     | Team RadioShack | + 0.00  |
| 9  | Julien Simon       | Saur-Sojasun    | + 0.00  |
| 10 | Yoann Offredo      | FDJ             | + 0.00  |